# دیوی مک دونالد
دیوی دوپری مک دونالد (متولد ۱۰ ژوئن ۱۹۹۰) یک بازیکن فوتبال آمریکایی که در حال حاضر یک عامل آزاد است. او در کالج فوتبال در کالیفرنیا (دانشگاه پنسیلوانیا) بازی کرده است و نیز یک عضو جدید انگلستان میهن پرستان است.